# داریو اسکوتو
داریو اسکوتو (اسپانیایی: Darío Scotto‎؛ زادهٔ ۱ سپتامبر ۱۹۶۹) بازیکن فوتبال اهل آرژانتین است.

## باشگاهی
از باشگاه‌هایی که در آن بازی کرده‌است می‌توان به باشگاه فوتبال اسپورتینگ خیخون، باشگاه فوتبال بوکا جونیورز، باشگاه فوتبال روساریو سنترال، و باشگاه فوتبال آرژانتینوس جونیورز اشاره کرد.

## تیم ملی
وی در تیم‌های ملی فوتبال زیر ۲۰ سال آرژانتین و آرژانتین بازی کرده‌است.